# 1. Bundesliga 1994-95
La 1. Bundesliga 1994-95 fue la 32.ª edición de la Fußball-Bundesliga, la mayor competición futbolística de Alemania. Fue disputado por 18 equipos, iniciando el 19 de agosto de 1994 y terminando 17 de junio de 1995.
Borussia Dortmund se consagró campeón al vencer 2-0 a Hamburgo en la última fecha. La victoria le permitió subirse a la primera posición del certamen y desplazar al por entonces líder Werder Bremen, con quien peleaba mano a mano por el título y que dejó pasar la posibilidad del bicampeonato tras caer por 3-1 ante Bayern de Múnich en la misma jornada. Fue la primera consagración de Borussia Dortmund en la Bundesliga, y la cuarta en su historia en la máxima categoría alemana.

## Equipos
| Pos | Descendidos de 1. Bundesliga |
| --- | ---------------------------- |
| 16º | Núremberg                    |
| 17º | Wattenscheid                 |
| 18º | Leipzig                      |

| Pos | Ascendidos de 2. Bundesliga |
| --- | --------------------------- |
| 1º  | Bochum                      |
| 2º  | Uerdingen 05                |
| 3º  | 1860 Múnich                 |

| Equipo                   | Ciudad          | Estadio                  | Aforo  |
| ------------------------ | --------------- | ------------------------ | ------ |
| 1860 Múnich              | Múnich          | Estadio Grünwalder       | 28 500 |
| Bayer Leverkusen         | Leverkusen      | Estadio Ulrich Haberland | 27 800 |
| Bayern de Múnich         | Múnich          | Estadio Olímpico         | 63 000 |
| Bochum                   | Bochum          | Ruhrstadion              | 38 000 |
| Borussia Dortmund        | Dortmund        | Westfalenstadion         | 42 800 |
| Borussia Mönchengladbach | Mönchengladbach | Bökelbergstadion         | 34 500 |
| Colonia                  | Colonia         | Estadio Müngersdorfer    | 55 000 |
| Dinamo Dresde            | Dresde          | Estadio Rudolf Harbig    | 30 000 |
| Duisburgo                | Duisburgo       | Wedaustadion             | 31 500 |
| Eintracht Fráncfort      | Fráncfort       | Waldstadion              | 62 000 |
| Friburgo                 | Friburgo        | Dreisamstadion           | 18 000 |
| Hamburgo                 | Hamburgo        | Volksparkstadion         | 62 000 |
| Kaiserslautern           | Kaiserslautern  | Estadio Fritz Walter     | 38 500 |
| Karlsruher               | Karlsruhe       | Wildparkstadion          | 40 000 |
| Schalke 04               | Gelsenkirchen   | Parkstadion              | 70 000 |
| Stuttgart                | Stuttgart       | Estadio Gottlieb Daimler | 53 700 |
| Uerdingen 05             | Krefeld         | Estadio Grotenburg       | 34 500 |
| Werder Bremen            | Bremen          | Weserstadion             | 32 000 |

### Equipos porEstados federados
| Región                      | N.º | Equipos |
| --------------------------- | --- | --- |
| Renania del Norte-Westfalia | 8   | Bayer Leverkusen, Bochum, Borussia Dortmund, Borussia Mönchengladbach, Colonia, Duisburgo, Schalke 04 y Uerdingen 05 |
| Baden-Wurtemberg            | 3   | Friburgo, Karlsruher y Stuttgart                                                                                     |
| Baviera                     | 2   | 1860 Múnich y Bayern de Múnich                                                                                       |
| Bremen                      | 1   | Werder Bremen |
| Hamburgo                    | 1   | Hamburgo |
| Hesse                       | 1   | Eintracht Fráncfort                                                                                                  |
| Renania-Palatinado          | 1   | Kaiserslautern |
| Sajonia                     | 1   | Dinamo Dresde |

## Sistema de competición
Los dieciocho equipos se enfrentaron entre sí bajo el sistema de todos contra todos a doble rueda, completando un total de 34 fechas. Las clasificación se estableció a partir de los puntos obtenidos en cada encuentro, otorgando dos por partido ganado, uno por empatado y ninguno en caso de derrota. En caso de igualdad de puntos entre dos o más equipos, se aplicaron, en el mencionado orden, los siguientes criterios de desempate:
1. Mejor diferencia de goles en todo el campeonato;
2. Mayor cantidad de goles a favor en todo el campeonato;
3. Mayor cantidad de puntos en los partidos entre los equipos implicados;
4. Mejor diferencia de goles en los partidos entre los equipos implicados;
5. Mayor cantidad de goles a favor en los partidos entre los equipos implicados.

Al finalizar el campeonato, el equipo ubicado en el primer lugar de la clasificación se consagró campeón y clasificó a la fase de grupos de la Liga de Campeones de la UEFA 1995-96. Asimismo, los equipos que finalizaron el certamen en segundo, tercer, cuarto y quinto lugar clasificaron a los treintaidosavos de final de la Copa de la UEFA 1995-96, mientras que los ubicados en las posiciones sexta, séptima, octava y novena accedieron a la fase de grupos de la Copa Intertoto de la UEFA 1995. Como excepción, quedaba excluido de la consideración el equipo que hubiera obtenido la clasificación a la Recopa de Europa 1995-96 como campeón de la Copa de Alemania 1994-95 y que hubiera finalizado el campeonato entre las posiciones segunda y novena inclusive; en cuyo caso le trasladaría su plaza al equipo ubicado en el lugar inmediatamente inferior.
Por otro lado, los equipos que ocuparon los últimos tres puestos de la clasificación —decimosexta, decimoséptima y decimoctava— descendieron de manera directa a la 2. Bundesliga.

## Clasificación
| Pos. | Equipo                   | Pts. | PJ | G  | E  | P  | GF | GC | Dif. | Clasificación 1995-96                          |
| ---- | ------------------------ | ---- | -- | -- | -- | -- | -- | -- | ---- | ---------------------------------------------- |
| 1    | Borussia Dortmund (C)    | 49   | 34 | 20 | 9  | 5  | 67 | 33 | +34  | Fase de grupos de la Liga de Campeones         |
| 2    | Werder Bremen            | 48   | 34 | 20 | 8  | 6  | 70 | 39 | +31  | Treintaidosavos de final de la Copa de la UEFA |
| 3    | Friburgo                 | 46   | 34 | 20 | 6  | 8  | 66 | 44 | +22  | Treintaidosavos de final de la Copa de la UEFA |
| 4    | Kaiserslautern           | 46   | 34 | 17 | 12 | 5  | 58 | 41 | +17  | Treintaidosavos de final de la Copa de la UEFA |
| 5    | Borussia Mönchengladbach | 43   | 34 | 17 | 9  | 8  | 66 | 41 | +25  | Dieciseisavos de final de la Recopa de Europa  |
| 6    | Bayern Múnich            | 43   | 34 | 15 | 13 | 6  | 55 | 41 | +14  | Treintaidosavos de final de la Copa de la UEFA |
| 7    | Bayer Leverkusen         | 36   | 34 | 13 | 10 | 11 | 62 | 51 | +11  | Fase de grupos de la Copa Intertoto            |
| 8    | Karlsruher               | 36   | 34 | 11 | 14 | 9  | 51 | 47 | +4   | Fase de grupos de la Copa Intertoto            |
| 9    | Eintracht Fráncfort      | 33   | 34 | 12 | 9  | 13 | 41 | 49 | −8   | Fase de grupos de la Copa Intertoto            |
| 10   | Colonia                  | 32   | 34 | 11 | 10 | 13 | 54 | 54 | 0    | Fase de grupos de la Copa Intertoto            |
| 11   | Schalke 04               | 31   | 34 | 10 | 11 | 13 | 48 | 54 | −6   |                                                |
| 12   | Stuttgart                | 30   | 34 | 10 | 10 | 14 | 52 | 66 | −14  |                                                |
| 13   | Hamburgo                 | 29   | 34 | 10 | 9  | 15 | 43 | 50 | −7   |                                                |
| 14   | 1860 Múnich              | 27   | 34 | 8  | 11 | 15 | 41 | 57 | −16  |                                                |
| 15   | Uerdingen 05             | 25   | 34 | 7  | 11 | 16 | 37 | 52 | −15  |                                                |
| 16   | Bochum                   | 22   | 34 | 9  | 4  | 21 | 43 | 67 | −24  | Descenso a la 2. Bundesliga                    |
| 17   | Duisburgo                | 20   | 34 | 6  | 8  | 20 | 31 | 64 | −33  | Descenso a la 2. Bundesliga                    |
| 18   | Dinamo Dresde            | 16   | 34 | 4  | 8  | 22 | 33 | 68 | −35  | Descenso a la Regionalliga                     |

Actualizado a los partidos jugados el 17 de junio de 1995.
 Fuente: DFB
1. ↑  Copa de Alemania (CC): Borussia Mönchengladbach clasificó a los dieciseisavos de final de la Recopa de Europa como campeón de la Copa de Alemania 1994-95.

Notas:
1. ↑  La Federación Alemana de Fútbol le negó la licencia profesional a Dinamo Dresde para la siguiente temporada, ocasionando que el club descendiera a la Regionalliga.

| Bundesliga                          |
|                                     |
| Campeón Borussia Dortmund 4º título |

## Resultados
| Local \ Visitante        | MUN | BAL | BAY | BOC | BOD | BOM | COL | DDR | DUI | EFR | FRI | HAM | KAI | KAR | SCH | STU | UER | WER |
| ------------------------ | --- | --- | --- | --- | --- | --- | --- | --- | --- | --- | --- | --- | --- | --- | --- | --- | --- | --- |
| 1860 Múnich              | —   | 1–1 | 1–3 | 4–0 | 1–5 | 2–0 | 2–1 | 3–1 | 1–1 | 2–1 | 4–0 | 1–1 | 1–3 | 1–0 | 0–1 | 0–2 | 1–1 | 1–2 |
| Bayer Leverkusen         | 0–2 | —   | 2–0 | 1–3 | 2–2 | 3–1 | 3–1 | 2–2 | 2–0 | 4–0 | 2–4 | 3–1 | 0–1 | 0–0 | 2–2 | 3–1 | 1–1 | 1–2 |
| Bayern Múnich            | 1–0 | 2–1 | —   | 3–1 | 2–1 | 3–0 | 2–2 | 2–1 | 1–1 | 3–3 | 2–2 | 1–1 | 1–1 | 0–1 | 2–0 | 2–2 | 2–1 | 3–1 |
| Bochum                   | 2–2 | 1–3 | 1–2 | —   | 0–2 | 0–2 | 1–0 | 2–0 | 1–0 | 0–1 | 1–3 | 0–0 | 0–2 | 0–1 | 5–1 | 4–0 | 2–1 | 1–3 |
| Borussia Dortmund        | 4–0 | 0–3 | 1–0 | 3–1 | —   | 1–1 | 2–1 | 2–0 | 1–0 | 1–1 | 1–1 | 2–0 | 2–1 | 2–1 | 3–2 | 5–0 | 3–1 | 2–0 |
| Borussia Mönchengladbach | 2–0 | 3–3 | 2–2 | 7–1 | 3–3 | —   | 0–0 | 2–0 | 1–0 | 2–0 | 1–2 | 2–1 | 4–0 | 2–2 | 0–1 | 3–1 | 1–0 | 2–0 |
| Colonia                  | 2–1 | 3–3 | 3–1 | 2–1 | 1–6 | 1–3 | —   | 1–2 | 0–3 | 3–0 | 2–0 | 1–1 | 0–1 | 3–4 | 5–1 | 1–0 | 2–0 | 1–1 |
| Dinamo Dresde            | 1–1 | 1–1 | 0–1 | 0–2 | 0–1 | 0–3 | 1–3 | —   | 4–2 | 1–2 | 1–3 | 1–1 | 1–0 | 1–1 | 2–1 | 1–1 | 1–2 | 1–1 |
| Duisburgo                | 1–1 | 0–2 | 0–3 | 3–1 | 2–3 | 0–2 | 1–3 | 1–1 | —   | 1–0 | 1–2 | 0–5 | 3–2 | 0–0 | 2–2 | 2–0 | 2–0 | 0–2 |
| Eintracht Frankfurt      | 3–1 | 2–0 | 2–0 | 2–1 | 4–1 | 2–1 | 0–0 | 2–0 | 4–1 | —   | 1–2 | 2–0 | 1–3 | 1–0 | 0–3 | 2–2 | 0–3 | 0–0 |
| Friburgo                 | 1–1 | 1–1 | 5–1 | 1–2 | 1–1 | 1–1 | 4–2 | 3–1 | 3–0 | 2–0 | —   | 3–0 | 4–1 | 2–1 | 3–0 | 2–0 | 1–0 | 1–3 |
| Hamburgo                 | 3–0 | 1–2 | 1–1 | 3–1 | 0–4 | 1–2 | 0–4 | 2–1 | 3–0 | 3–1 | 1–2 | —   | 0–0 | 3–1 | 3–0 | 0–2 | 0–0 | 0–0 |
| Kaiserslautern           | 1–1 | 1–0 | 1–1 | 3–1 | 1–0 | 2–2 | 3–1 | 3–1 | 1–0 | 1–1 | 3–2 | 4–1 | —   | 0–0 | 3–1 | 3–2 | 1–1 | 1–1 |
| Karlsruher               | 3–1 | 2–4 | 2–2 | 2–2 | 0–0 | 2–4 | 0–0 | 5–3 | 4–1 | 1–1 | 2–0 | 2–0 | 3–3 | —   | 2–2 | 3–1 | 2–1 | 3–1 |
| Schalke 04               | 6–2 | 3–2 | 0–3 | 3–2 | 0–0 | 1–1 | 3–1 | 4–0 | 0–0 | 0–0 | 1–2 | 0–1 | 0–1 | 0–0 | —   | 1–1 | 2–0 | 4–2 |
| Stuttgart                | 1–1 | 4–2 | 0–2 | 2–2 | 0–0 | 2–4 | 2–2 | 4–2 | 3–1 | 4–1 | 1–0 | 2–1 | 2–2 | 4–0 | 1–1 | —   | 3–1 | 1–4 |
| Uerdingen 05             | 1–1 | 0–1 | 1–1 | 2–1 | 0–2 | 3–2 | 0–0 | 3–1 | 1–1 | 1–1 | 0–2 | 4–1 | 1–3 | 0–0 | 1–1 | 4–1 | —   | 1–3 |
| Werder Bremen            | 2–0 | 3–2 | 0–0 | 3–0 | 3–1 | 1–0 | 2–2 | 1–0 | 5–1 | 2–0 | 5–1 | 1–4 | 2–2 | 2–1 | 2–1 | 4–0 | 6–1 | —   |

## Estadísticas

### Goleadores
| Jugador                 | Equipo                   | Goles |
| ----------------------- | ------------------------ | ----- |
| Mario Basler            | Werder Bremen            | 20    |
| Heiko Herrlich          | Borussia Mönchengladbach | 20    |
| Anton Polster           | Colonia                  | 17    |
| Rodolfo Esteban Cardoso | Friburgo                 | 16    |
| Pavel Kuka              | Kaiserslautern           | 16    |
| Rudi Völler             | Bayer Leverkusen         | 16    |